# Burn the Witch
«Burn the Witch» és una cançó de la banda de rock britànica Radiohead, publicada en format de descàrrega digital el 3 de maig de 2016 com a primer senzill del seu novè àlbum d'estudi, A Moon Shaped Pool. La cançó inclou un col legno battuto com a base, que produeix un efecte percussor i presagia la combinació d'electrònica i acústica que predomina a l'àlbum que la cançó encapçala. Fou nominat als premis Grammy en la categoria de millor cançó de rock.
Radiohead va treballar en aquest tema des de l'àlbum Kid A (2000), també a Hail to the Thief (2003) In Rainbows (2007), però mai acabaven d'estar satisfets amb el resultat. Greenwood va comentar que ja van compondre la cançó pensant en una secció de corda però en aquella època era molt estrany en la trajectòria de la banda, i aquest fou un dels motius pel qual sempre acabaven aparcant la cançó deixant-la inacabada. La secció de corda fou enregistrada als RAK Studio de Londres mentre era interpretada per la London Contemporary Orchestra sota la direcció de Hugh Brunt, que ja havien treballat amb Greenwood per la banda sonora de la pel·lícula The Master (2012).
El videoclip de la cançó, dirigit per Chris Hopewell, fou publicat simultàniament. El vídeo és un stop-motion que homenatja el programa britànic infantil dels anys 60 Camberwick Green i la pel·lícula de terror britànica del 1973 The Wicker Man. Tant la lletra de la cançó com el contingut del videoclip s'interpreten com una advertència contra el pensament de grup i l'autoritarisme.

## Llista de cançons
Descàrrega
| Núm. | Títol            | Durada |
| ---- | ---------------- | ------ |
| 1.   | «Burn the Witch» | 3:40   |

7" (XL Recordings − 407917)
| 1. | «Burn the Witch» | 3:40 |

| 1. | «Spectre» | 3:19 |